# Paramossula
Paramossula is een geslacht van rechtvleugeligen uit de familie sabelsprinkhanen (Tettigoniidae). De wetenschappelijke naam van dit geslacht is voor het eerst geldig gepubliceerd in 1940 door Willemse.

## Soorten
Het geslacht Paramossula omvat de volgende soorten:
- Paramossula basalis Caudell, 1916
- Paramossula decorata Willemse, 1940